# Vrbas (Donji Vakuf, BiH)
Vrbas je naseljeno mjesto u općini Donji Vakuf, Federacija Bosne i Hercegovine, BiH.
Nalazi se na istoimenoj rijeci, nizvodno od Donjeg Vakufa.

## Stanovništvo

### 1991.
Nacionalni sastav stanovništva 1991. godine, bio je sljedeći:
ukupno: 219
- Srbi - 138
- Muslimani - 80
- Jugoslaveni - 1

### 2013.
Nacionalni sastav stanovništva 2013. godine, bio je sljedeći:
ukupno: 177
- Bošnjaci - 169
- Srbi - 6
- ostali, neopredijeljeni i nepoznato - 2